# Björn Ahlgrensson

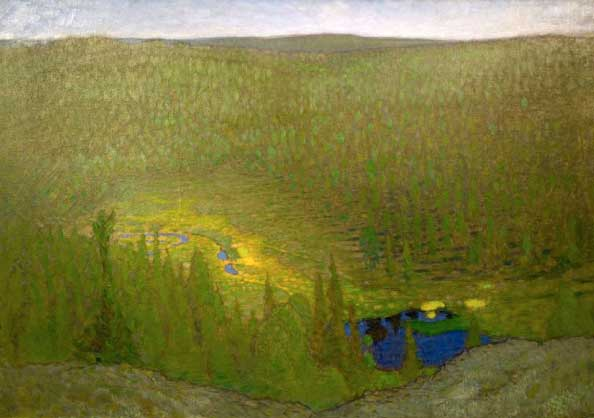
Alkhöjden

Björn Ahlgrensson (* 5. August 1872 in Stockholm; † 11. Oktober 1918 in Arvika) war ein schwedischer Maler.

## Leben
Björn Ahlgrensson, Sohn eines Dekorationsmalers, verbrachte seine Kindheit in Kopenhagen und Paris, wo er auch in die Schule ging. Er lernte Dekorationsmalerei bei Karl Grabow in Stockholm. Dort studierte er  von 1891 bis 1893 an der Schule des schwedischen Konstnärsförbundet. 1893 bekam er ein Stipendium, das er für eine Studienreise nach Paris nutzte, doch musste er seine Studienreise aufgrund Geldmangels abbrechen. Er entwickelte seinen eigenen Stil unter dem Eindruck postimpressionistischer Malerei, den er in Frankreich bekommen hatte, und wie er auch von seinen Künstlerkollegen Ivan Aguéli und Olof Sager-Nelson vermittelt wurde.
1899 heiratete er Elsa, die Schwester seines Malerfreundes Fritz Lindström, und die Familie zog gemeinsam nach Värmland, wo er sich der Künstlerkolonie Rackengruppen anschloss. Doch blieb ihm der öffentliche Erfolg verwehrt, und das Leben war geprägt von Armut und Isolierung. Seine Bilder bekamen einen melancholischen Unterton, wie z. B. in Skymmningsglöden (1903).
1917 brach er jedoch von Arvika und seiner Ehe auf und fuhr nach Stockholm, wo er neue Kontakte knüpfte, und nach Jämtland. Doch schon im darauffolgenden Jahr erkrankte er an der Spanischen Grippe und starb.
Als Künstler ist er mit Gemälden im Schwedischen Nationalmuseum und im Göteborger Kunstmuseum vertreten. Ein weiteres Hauptwerk ist die Altartafel in der Dreifaltigkeitskirche in Arvika.